# Ian McGeechan
Sir Ian Robert McGeechan (* 30. října 1946 Leeds) je bývalý skotský ragbista, který hrál jako útoková spojka a tříčtvrtka. V roce 2009 byl jmenován do Světové ragbyové síně slávy. Byl oceněn Řádem britského impéria. Jako jediný člověk zažil vítěznou sérii Britských a Irských lvů jako hráč i trenér.
Za Skotsko odehrál 32 zápasů, devětkrát byl kapitánem a připsal si 21 bodů (1972–1979). Vyhrál Pohár 5 národů (1973), kde zvítězili všichni účastníci. Za Britské a Irské lvy hrál v roce 1974 a 1977 v osmi případech. Během této doby dal za Lvy jeden drop gól. Na klubové úrovni hrál za skotský tým Headingley (1964–1979).
Jako trenér začínal u skotské reprezentace, kde byl asistentem (1986–1988). Poté byl do roku 1993 hlavní trenér Skotska. Zažil s ním zatím nejlepší výsledek Skotska na světovém šampionátu (4. místo) a vítězství na Poháru 5 národů (1990). V letech 1994 až 1999 trénoval anglický Northampton Saints. Poté se do roku 2003 vrátil jako hlavní trenér ke skotské reprezentaci. Trénoval i London Wasps (2005–2009). Vyhrál s ním Anglo–Velšský pohár (2006), Evropský pohár mistrů (2007) a o rok později anglickou nejvyšší ligu. V letech 2010 až 2012 koučoval anglický celek Bath. Ve čtyřech sériích byl trenérem Britských a irských lvů (1989–1997, 2009). V roce 1989 a 1997 se stal vítězem.
Momentálně je konzultantem anglického celku Doncaster. Byla u něho objevena rakovina prostaty.